# Pelagiuskirche (Nufringen)

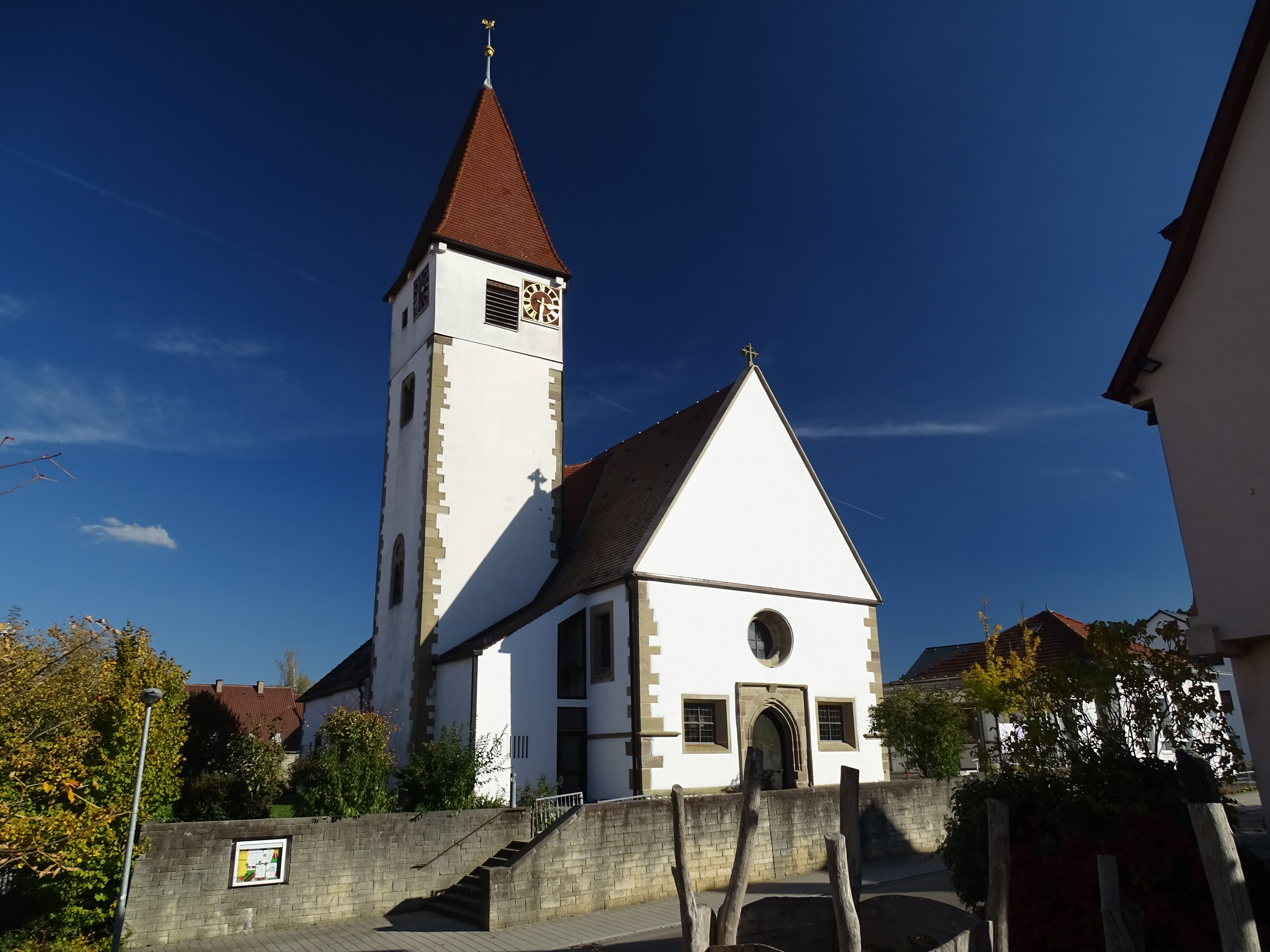
Pelagiuskirche in Nufringen

Die Pelagiuskirche ist die evangelische Pfarrkirche von Nufringen, einer Gemeinde im Landkreis Böblingen in Baden-Württemberg. Das Bauwerk ist beim Landesamt für Denkmalpflege Baden-Württemberg als Baudenkmal eingetragen. Die Kirchengemeinde gehört zum Kirchenbezirk Herrenberg der Evangelischen Landeskirche in Württemberg.

## Beschreibung
Die Saalkirche besteht aus einem Langhaus, einem eingezogenen, dreiseitig geschlossenen, von Strebepfeilern gestützten Chor im Osten und einem Kirchturm an der Nordwand des Langhauses, dessen untere Geschosse um 1150 errichtet wurden. Um 1400 wurde er mit einem Geschoss in Holzfachwerk aufgestockt, das seitdem die Turmuhr und den Glockenstuhl beherbergt. Auf diesem sitzt ein Pyramidendach. Der Innenraum des Langhauses ist mit einer Flachdecke überspannt. Um 1750 wurde in ihm an der Westseite eine Empore eingebaut. Die Glasmalereien stammen von Wolf-Dieter Kohler.